# 愛欲争闘街
『愛欲争闘街』（あいよくそうとうがい、The Crimson City）は、アンソニー・コールドウェイの脚本、アーチー・メイヨーの監督により、ワーナー・ブラザースがサイレントのドラマ映画として1928年に制作したアメリカ合衆国の映画。出演者は、マーナ・ロイ、アンナ・メイ・ウォン、上山草人、ジョン・ミルジャン、レイラ・ハイアムズ、リチャード・タッカーらであった。この作品は、ヴァイタフォン方式のトーキーであり、音楽や音響効果は音盤に記録されていた。1928年4月7日に、ワーナー・ブラザース映画から公開された。
主演のロイのサイレント映画時代の配役は、多くがヴァンプないしファム・ファタールと称されるような妖婦であり、アジアないしユーラシア系の人物を演じることも多く、それが「私のエキゾチックな、非アメリカ的イメージを固めたみたい (kind of solidified my exotic non-American image)」と当人も後に回想しているが、本作は『太平洋横断 (Across the Pacific)』（1926年）、『黒時計連隊 (The Black Watch)』（1929年）、『砂漠の歌 (The Desert Song)』（1929年）などとともに、そのようなイメージの確立に関わった作品であった。

## あらすじ
中国で石油の開発にあたっているイギリスの会社の支配人リチャード・ブランドは、ハウエル少佐の娘ナディンに求婚していたが、彼女には既に許嫁グレゴリー・ケントがいた。ケントはイギリス貴族ながら公金横領の嫌疑を受けて中国へ逃れ来ていたが、同じ中国にいるナディンに会いに行くことができなかった。
ケントが、ダガー・フウの経営する酒場「千の剣の家 (the House of a Thousand Daggers)」へ立ち寄ると、主人フウが奴隷娘ナン・トイを折檻していた。フウが金持ちの客シン・ヨイにナン・トイを売り渡す商談をしている間に、彼女が逃亡を企てたのだ。ケントはこれを丸く収めようとするが、彼には金もなく、結局店から追い出される。ケントは落胆して、投身自殺を図るが、ナン・トイに助けられる。しかし、ほどなくしてナン・トイはフウに再び見つかり、捕らえられる。
折から、ケントの潔白を立証する書類がイギリスからもたらされた。ブランドは、フウと計って、この書類を奪おうと企てる。...

## キャスト
映画.comのデータによるが、役者の人名表記については、より一般的なものに置き換えている場合がある。
- マーナ・ロイ - ナン・トイ (Nan Toy)[8]
- ジョン・ミルジャン - グレゴリー・ケント (Gregory_Kent)
- レイラ・ハイアムズ - ナディン・ハウエル (Nadine_Howells)
- マシュー・ベッツ（英語版） - ダガー・フウ (Dagger Foo)
- アンダース・ランドルフ（英語版） - ハウエル少佐 (Major Howells)
- 上山草人 - シン・ヨイ (Sing Yoy)
- アンナ・メイ・ウォン - スー (Su)
- リチャード・タッカー - リチャード・ブランド (Richard Brand)

## 保存
公開当時のものがそのまま保存されていることが知られている唯一のフィルムは、アルゼンチンのブエノスアイレスにあるパブロ・デュクロス・ヒッケン映画博物館にある。この映画の予告編のフィルムは、アメリカ議会図書館の所蔵品の中にも残されている。